# Marie Louise de La Tour d'Auvergne
Marie Louise Henriette Jeanne de La Tour d'Auvergne, född 15 augusti 1725 i Paris, död 1793 i Paris, var en fransk adelsdam, gift med Jules de Rohan, prins de Guéméné. 

## Biografi
Marie Louise var dotter till den franske adelsmannen Charles Godefroy de La Tour d'Auvergne och den polska prinsessan Maria Karolina Sobieska; hennes mor var syster till Maria Klementina Sobieska, vilket gjorde henne till Karl Edvard Stuarts kusin. Hon var en förmögen arvtagerska. Hon förlovades 1741 med Honoré III av Monaco, men gifte sig i stället 1743 med Jules de Rohan, prins de Guéméné. Rohans familj hade rang av utländska furstar i Frankrike och därmed nära kunglig status med titeln Högheter. Paret fick sonen Henri Louis Marie de Rohan, hertig av Montbazon, prins de Guéméné (1745–1809).
Mellan augusti 1747 och januari 1748 hade hon en uppmärksammad kärleksaffär med sin kusin Karl Edvard Stuart. Äktenskapsbrott var socialt accepterade i den franska aristokratin på villkor att de sköttes diskret, men hennes svärmor höll henne under övervakning med hjälp av både tjänarna och Parispolisen medan maken låg i fält och fick därmed reda på affären. Marie Louise blev till slut gravid med Karl och hade då samlag med maken för att kunna säga att det väntade barnet var hans. Karl ställde till en scen, vilket orsakade skandal. Maken ignorerade det hela och agerade hela tiden, åtminstone utåt, som om ingenting hade hänt. Hon tvingades därefter av sin svärmor och far att bryta förhållandet till Karl. Han fick dock även i fortsättningen besöka familjen för att undvika skvaller. Marie Louise försökte återuppta förhållandet genom att tala om för Karl att hon var nära att begå självmord, men han svarade då att han hade inlett ett nytt förhållande med Clementina Walkinshaw. Marie Louise födde en son, Charles Godefroi Sophie Jules Marie de Rohan, i juli 1748. Trots att familjen Rohan formellt erkände detta barn, nämndes det aldrig igen någonstans, och det avled några månader senare. 
Under resten av sitt liv levde Marie Louise ett anonymt privatliv. Hon ägnade sig åt sin familj och deltog ibland i hovlivet, skall aldrig ha fått något mer barn och aldrig heller ha haft några fler kärleksaffärer samt ägnade sig med tiden alltmer åt religion och välgörenhet. Hennes senare liv var så anonymt att det råder oklarhet kring när hon avled: enligt en version dog hon en naturlig död år 1781, enligt en annan avrättades hon i giljotinen under franska revolutionen 1793, och det är den senare versionen som allmänt bedöms vara den korrekta.
Marie Louise de La Tour d'Auvergne finns med som karaktär i den andra delen av Outlander av Diana Gabaldon, och spelas av Claire Sermonne i den andra säsongen av serien med samma namn.